# ロー・アンド・オーダー/切り裂かれた死体
『ロー・アンド・オーダー/切り裂かれた死体』（Exiled: A Law & Order Movie）は、1998年のテレビ映画。『ロー&オーダー』からのスピンオフ作品。日本ではWOWOWで初放送され、2014年にはスーパー!ドラマTVで「LAW & ORDER:指紋が明かす真実」のタイトルで放送された。監督はジーン・デ・セゴンザック。チャールズ・キップスとクリス・ノースのストーリーで脚本はチャールズ・キップス。エドガー賞 テレビ映画部門を受賞した。
この番組の放送後にアイスTは『LAW & ORDER:性犯罪特捜班』にレギュラー出演している。

## キャスト
- クリス・ノース
- ダブニー・コールマン
- ダナ・エスケルソン
- ジョン・フィオーレ
- ダン・フロレク
- ポール・ギルフォイル
- アイスT
- コスタス・マンディロア
- トニー・ムサンテ
- ニコール・アリ・パーカー
- ベンジャミン・ブラット
- ジェリー・オーバック
- サム・ウォーターストン
- ネッド・エイゼンバーグ
- リズ・ラーセン
- レスリー・ヘンドリクス